# Гровенор, Томас, 5-й баронет
Сэр Томас Гровенор, 5-й баронет (англ. Sir Tomas Grosvenor, 5th Baronet; 7 декабря 1693 — 31 января 1732) — член английского парламента и предок современных герцогов Вестминстер.

## Семья
Томас Гровенор был вторым выжившим сыном сэра Томаса Гровенора, 3-го баронета. Два его старших брата умерли молодыми. и его старший выживший брат Ричард стал 4-м баронетом.

## Карьера
В 1727 году Ричард и Томас получили два парламентских места в городе Честере.
Томас преуспел в баронетстве, когда Ричард умер в июле 1732 года. Однако к тому времени он уже был очень болен туберкулёзом и, получив рекомендацию поехать в Италию, умер в Неаполе в следующем феврале. Поскольку он не имел детей, ему наследовал его младший брат Роберт.